# Aymer de Valence
Aymer de Valence, II conde de Pembroke (c. 1275 – 23 de junio de 1324) un noble francoinglés. Aunque su vida transcurrió en Inglaterra, tenía fuertes vínculos con la familia real francesa. Fue uno de los hombres más poderosos y ricos de su época, y jugó un papel destacado en los conflictos entre Eduardo II de Inglaterra y Tomás de Lancaster. 

## Familia y primeros años
Aymer era hijo de Guillermo de Valence, I conde de Pembroke, hijo de Hugo X de Lusignan, conde de La Marche y de Isabel de Angulema William era hermanastro de Enrique III de Inglaterra, ya que su madre había estado casada con Juan I de Inglaterra, lo que le había proporcionado una posición central en el reino. Había alcanzado el título de conde de Pembroke gracias a su matrimonio con Joan de Munchensi, nieta de William Marshal, I conde de Pembroke.
Era el tercer hijo de la familia, así que sabemos muy poco de sus primeros años. Se cree que nació entre 1270 y 1275. Teniendo en cuenta que su padre participó en las cruzadas junto a Eduardo I de Inglaterra, parece más lógica una fecha a finales del período. Tras la muerte de su hermano William en una batalla en Gales en 1282 (John, el primogénito había fallecido en 1277, Aymer se convirtió en el heredero del Condado de Pembroke. William de Valence murió en 1296, y su hijo heredó sus propiedades en Francia, pero tuvo que esperar hasta 1307 para heredar el título de conde. Entre las propiedades heredadas y las aportadas por su esposa, el patrimonio de Aymer estaba formada por el Condado Palatino de Pembrokeshire, numerosos terrenos entre Gloucestershire y Anglia Oriental, tierras en Wexford (Irlanda) y varias fincas en Francia, en las zonas de Poitou y Calais.
En 1297 acompañó a Eduardo I en su campaña flamenca contra Francia, y parece haber sido ordenado caballero en aquella época. Sus contactos en Francia le convirtieron en un valioso diplomático para el rey inglés. Sirvió también como jefe militar en la campaña de Escocia, derrotando a los escoceses de Robert Bruce en Methven en 1306, aunque el escocés le devolvió el golpe al año siguiente en Loudoun Hill

## Las Ordenanzas y Piers Gaveston
Eduardo I de Inglaterra falleció en 1307, sucediéndole su hijo Eduardo II. En un principio, el rey se benefició de la buena voluntad de los nobles, Valence entre ellos, pero pronto empezaron a aparecer los conflictos, sobre todo debidos a la impopularidad de su favorito, Piers Gaveston.  La arrogancia con la que Gaveston trataba a los principales títulos del país y su poder sobre el rey, unieron al resto de barones en contra del monarca. En 1311, se llevó a cabo una iniciativa conocida como las Ordenanzas, que pretendía limitar el poder real en cuestiones y financieras y de nombramiento de oficiales. Otro hecho crucial fue la expulsión de Gaveston del reino.
Cuando Gaveston regresó sin permiso del exilio ese mismo año, un consejo de Barones encomendó a Pembroke y a John de Warenne la tarea de custodiarlo. Ambos se hicieron cargo del antiguo valido el 19 de mayo de 1312, pero poco tiempo después, Tomás Plantagenet, con la colaboración de los condes de Warwick, Hereford y Arundel, secuestraron a Gaveston y le ejecutaron el 19 de junio. Esta acción tuvo el efecto de reforzar la posición real y marginar a los condes rebeldes. Para Pembroke, el secuestro y ejecución de un prisionero a su cargo era una infracción a las más esenciales normas de la caballería, y una seria afrenta personal, haciendo que cambiara de opinión y se acercara al bando del rey.

## Últimos años

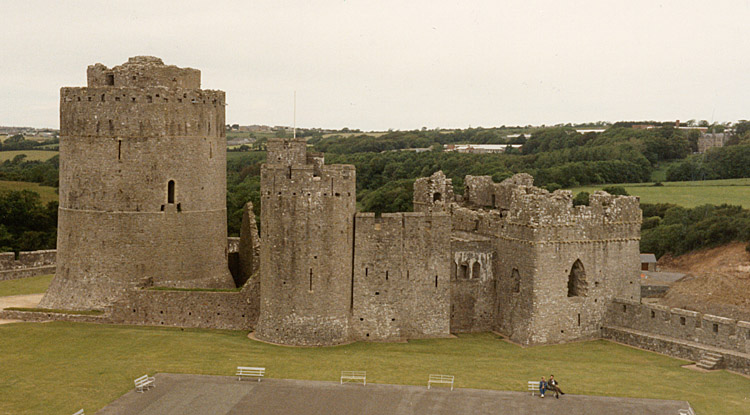
Castillo de Pembroke, Pembrokeshire, Gales.

Durante los años siguientes, Pembroke trabajó mano a mano con el rey. Fue nombrado Teniente de Escocia en 1314 y estuvo presente en la desastrosa batalla de Bannockburn, donde contribuyó a poner al rey a salvo. Sin embargo, en 1317, a su regreso de una misión diplomática en Aviñón, fue secuestrado por Jean de Lamouilly en Germania y se pidió rescate por él. Las dificultades de reunir las 10.400 libras exigidas por sus secuestradores le iban a causar problemas financieros que le acompañarían hasta su muerte.
Aunque relegado al ostracismo tras el asesinato de Gaveston, Thomas de Lancaster había recuperado parte de su antigua influencia tras Bannockburn, aunque no consiguió ganarse el favor popular. Pembroke fue uno de los magnates que intervino entre 1316 y 1318 para evitar la guerra civil entre los seguidores de Eduardo y los de Lancaster, e intervino en las negociaciones del Tratado de Leake, en 1318, que restauraba a Eduardo II en todo el poder. Sin embargo, no fue una paz duradera: Eduardo había tomado un nuevo favorito, Hugo Despenser el Joven, del mismo modo que a Gaveston. Pese a los intentos de Aymer de Valence y otros nobles, la guerra civil estalló en 1321. En 1322, las fuerzas de Lancaster fueron derrotadas en la batalla de Boroughbridge, tras lo que el conde fue apresado y ejecutado.
Tras Boroughbridge, la situación de Pembroke era muy delicada. Los enemigos de los Despenser habían perdido toda su fe en él, pero, al mismo tiempo, el progresivo incremento del poder y la influencia de los Despenser en la corte provocaron su marginación. Por si esto fuera poco, su situación financiera seguía siendo precaria. El 24 de junio de 1324, falleció en Picardía durante una misión diplomática en Francia.

## Matrimonio y descendencia
Aymer de Valence se casó en dos ocasiones; su primer matrimonio, antes de 1295, fue con Beatrice, hija de Raul III de Clermont, Señor de Nesle en Picardía y Condestable de Francia. Beatrice falleció en 1320, tras lo que el conde de Pembroke contrajo matrimonio nuevamente en 1321, esta vez con María de San Pol, hija de Guy de Châtillon, conde de Saint-Pol. Aunque no tuvo descendencia legítima fue padre de Henry de Valence, cuya madre nos es desconocida.
Fue enterrado en la Abadía de Westminster, en un sepulcro que constituye una espléndida muestra del gótico tardío.